# موش کور آلتایی
موش کور آلتایی (نام علمی: Talpa altaica) نام یک گونه از سرده موش کورهای اروپایی است.